# Kōhaku Uta Gassen
NHK Kōhaku Uta Gassen NHK紅白歌合戦 (Enu Eichi Kei Kōhaku Uta Gassen?), anche abbreviato Kōhaku, è un festival musicale che si tiene in Giappone ogni Capodanno a cadenza annuale. Nacque come programma radiofonico nel 1951 per diventare una trasmissione televisiva nel 1953.